# حقوق کیفری
حقوق کیفری، حقوق جزایی، حقوق جزا یا حقوق جنایی شاخه‌ای از حقوق عمومی است که به بررسی حمایت‌های دولت از حقوق افراد و ارزش‌های جامعه می‌پردازد.
اساساً قوانین جزایی آفریننده حقوق برای افراد جامعه نیست؛ بلکه تنها افراد را مجبور به رعایت حقوق و ارزش‌ها می‌کند. به همین دلیل است که حقوق جزا را، «حقوق ارزشها» نیز نامیده‌اند. مشخصه بارز حقوق جزا (کیفری)، ضمانت اجرای شدید آن است. این مجازات و کیفر است که حقوق جزا را به رشته‌ای سرکوبگر، در مقابل سایر گرایش‌ها تبدیل کرده‌است. از آن‌جا که این ابزار تنها در اختیار حاکمیت است، حقوق جزا را شاخه‌ای از حقوق عمومی دانسته‌اند.
حقوق کیفری بر اساس حوزه قضایی متفاوت است. بر خلاف حقوق کیفری، در حقوق مدنی بیشتر بر حل و فصل اختلافات و جبران خسارت قربانی تاکید می شود تا مجازات یا بازپروری مجرم. آئین دادرسی کیفری یک فعالیت رسمی است که واقعیت ارتکاب جرم را تأیید می کند و اجازه می دهد تا رفتار تنبیهی یا توانبخشی مجرم صادر شود.
از مهم ترین مراجع رسیدگی به جرایم کیفری در ایران، دادگاه انقلاب، دادسرا و دادگاه عالی انتظامی قضات، دادگاه کیفری یک، دادگاه کیفری دو و ... می باشند.

## تاریخچه

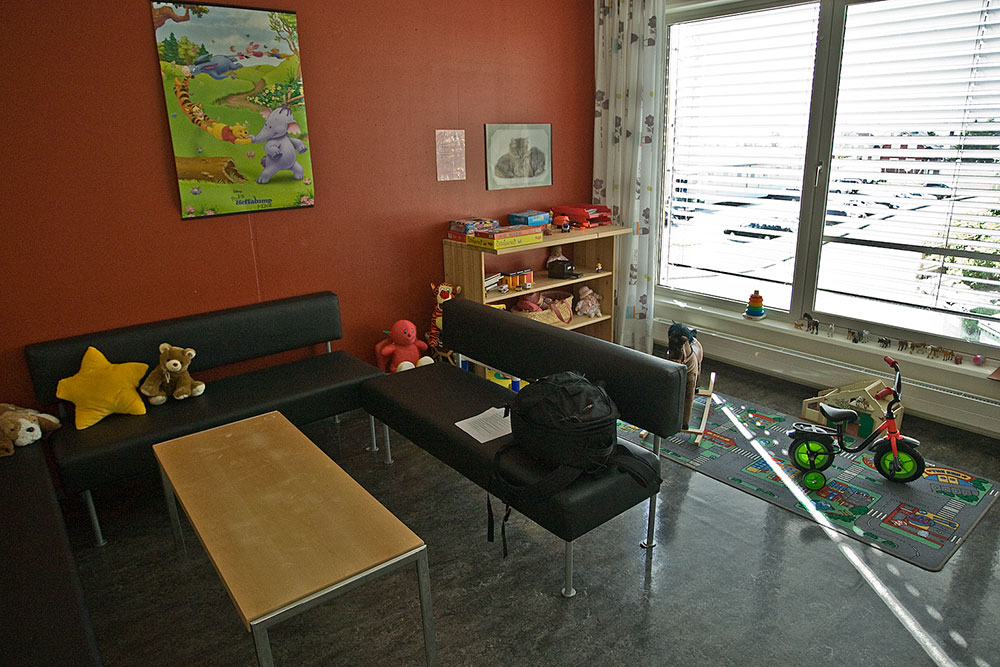
یک اتاق ملاقات با زندانی در نروژ

دوره‌هایی از تاریخ حقوق کیفری بوده‌است که در آن، هرکس برای احقاق حق خویش خود اقدام می‌کرد و متعدی به حق خود را می‌داد (دوره دادگستری خصوصی). حتی پیش از این دوره، مسئولیت جمعی در مقابل مسئولیت فردی مطرح بوده‌است (دوره جنگ‌های خصوصی) که در آن زمان، چنانچه فردی از افراد گروه مرتکب جرمی می‌گردید، تمام گروه متعلق به بزه دیده با تمام گروه متعلق به بزهکار وارد نبرد تمام عیار می‌شدند. پس از این دوره‌ها بود که رفته رفته دروه دادگستری عمومی ظاهر شد که در آن، تعقیب و مجازات بزهکاران به دست رئیس یا حکومت سپرده شد و افراد حق دخالت مستقیم در کیفر را از دست دادند و جامعه حق اجرای کیفر را به دست حکومت سپرد. از همین رو، مدت‌های مدیدی است که کیفر، به عنوان یک ابزار شدید و سرکوبگر در دست حکومت‌ها قرار گرفت. ویژگی اصلی حقوق جزا در همین نکته نهفته‌است. در یکسوی مسائل حقوق جزا، همواره حکومت نشسته‌است.
حقوق جزا به تنهایی قادر به استخراج و اعمال مفاهیم خود نیست. این گرایش به شدت نیازمند بهره‌گیری از علوم دینی و فقهی، فلسفی، جامعه شناختی و جرم‌شناختی است. چرا که وظیفه این گرایش، همان‌طور که بیان شد، حمایت از ارزش‌های جامعه‌است. پس حقوق کیفری، برای تشخیص ارزش‌های یک جامعه ناگزیر از درک مبانی دینی و فقهی و فسلفی هر جامعه‌است. حقوقدان جزایی، باید ابتدا ارزش‌های جامعه خود را درک کند، و سپس با استفاده از روش‌های ارائه شده در علوم جرم‌شناسی و کیفرشناسی، روش‌های مناسبی را برای مقابله با نقض ارزش‌ها اتخاذ نماید.

## پدر حقوق کیفری ایران
برخی از حقوقدانان، امیرخان سپهوند را پدر حقوق جزای ایران دانسته‌اند.

## شاخه‌های حقوق کیفری
حقوق کیفری (در تعریف گرایش رومی ژرمنی و پیروان مکتب حقوق نوشته) به دو شاخه حقوق کیفری عمومی و حقوق کیفری اختصاصی تقسیم می‌شود.
- حقوق کیفری عمومی: بررسی مفهوم جرم، مجرم و مسوولیت کیفری و مجازات و اقدامات تأمینی و تربیتی
- حقوق جزای اختصاصی:بررسی یکایک جرایم، عناصر اختصاصی تشکیل دهنده هر یک از جرایم و مجازات مربوطه.[۵]

## حوزه‌های قضایی حقوق کیفری
حقوق بین‌الملل عمومی به‌طور گسترده و به‌طور فزاینده ای با رفتار مجرمانه ای سروکار دارد که به اندازه کافی شنیع و وحشتناک است که کل جوامع و مناطق بین‌المللی مختلف را تحت تأثیر قرار دهد. منبع شکل‌دهنده حقوق کیفری بین‌المللی مدرن، محاکمه‌های نورنبرگ پس از جنگ جهانی دوم بود که در آن رهبران نازیسم به دلیل نقش خود در نسل‌کشی و جنایات در سراسر اروپا محاکمه شدند. محاکمات نورنبرگ آغازی برای تقصیر کیفری برای افراد بود، جایی که افرادی که به نمایندگی از یک دولت عمل می‌کنند می‌توانند به دلیل نقض قوانین بین‌المللی بدون بهره‌مندی از مصونیت حاکمیتی محاکمه شوند. در سال ۱۹۹۸ میلادی یک دادگاه کیفری بین‌المللی در معاهده رم تأسیس شد.

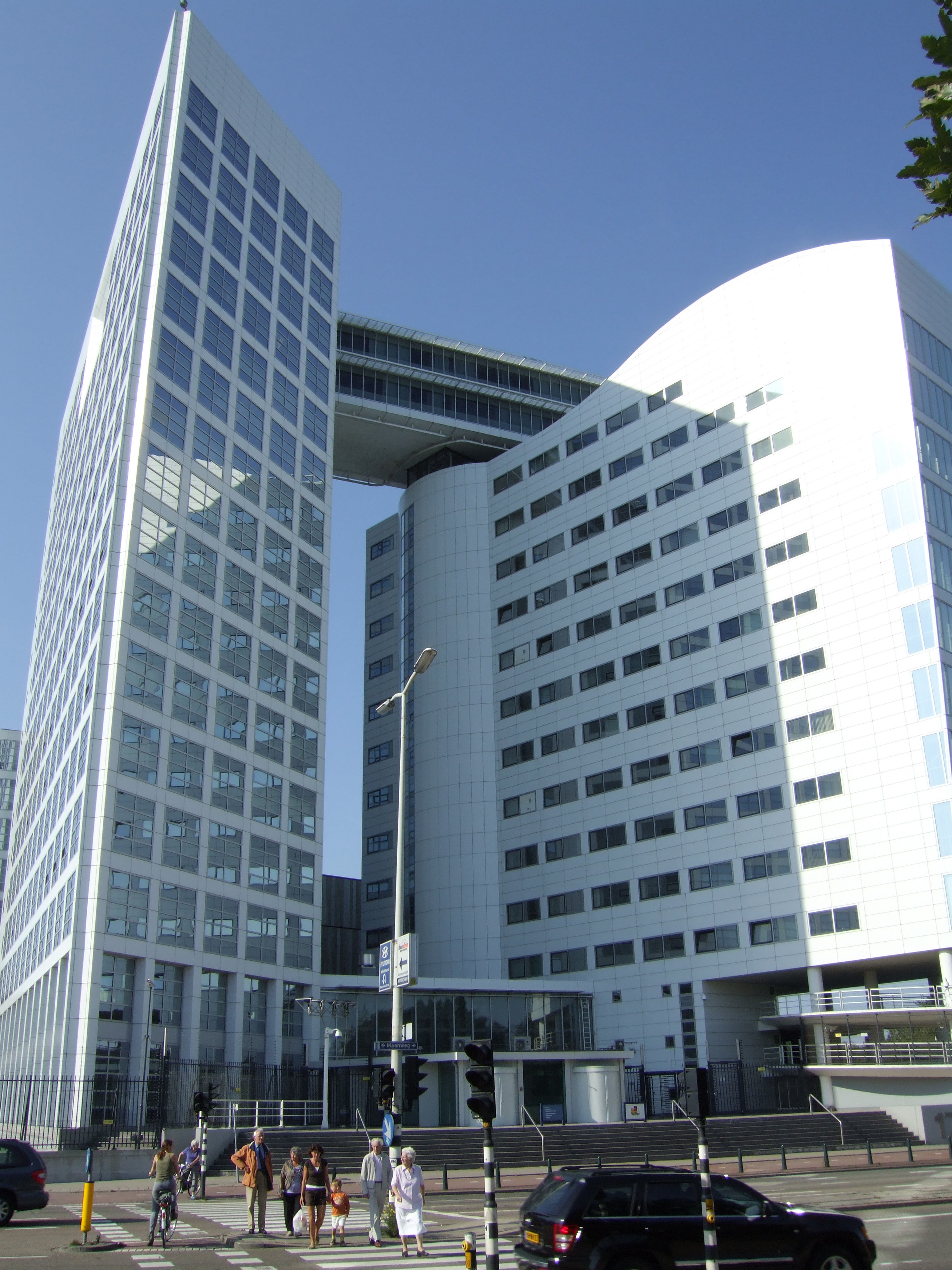
دیوان کیفری بین‌المللی در لاهه